# Sumberpasir
Sumberpasir is een bestuurslaag in het regentschap Malang van de provincie Oost-Java, Indonesië. Sumberpasir telt 5963 inwoners (volkstelling 2010).